# Indiska nationalsymboler
Indiens nationaldag:
Följande dagar är myndigheter, skolor och företag stängda:
- Republic Day - Republikens dag, 26 januari. Till minne av antagandet av den indiska grundlagen 1950

- Ambedkar Jayanti - 14 april, Dr. Baba Saheb Ambedkars födelsedag; mannen som skrev grundlagsförslaget, som antogs 1950

- Independence Day - Självständighetsdagen, 15 augusti, den dag 1947 när Brittiska Indiens flagga halades för sista gången från Röda Fortet i Delhi 1947

- Gandhi Jayanti - 2 oktober, Mahatma Gandhis födelsedag

Nationalhymn: Jana-Gana-Mana
Nationalsång: Vande Mataram
Indiens nationalsymboler:
|  |  |  |
|  |  |  |